# Tomáš Svoboda (režisér, 1935)
Tomáš Svoboda (27. července 1935 Praha – 21. dubna nebo 23. dubna 1981 Praha) byl český filmový scenárista a režisér. V 60. letech pracoval jako pomocný režisér, koncem 70. let natočil několik celovečerních filmů, vesměs potrhlých a kontroverzně hodnocených komedií.
Asistoval režisérům Jaroslavu Balíkovi, Juraji Herzovi, Pavlu Juráčkovi nebo Oldřichu Lipskému. Pod Lipského vedením se podílel na jeho úspěšných a populárních komediích jako Limonádový Joe, Happy end, Slaměný klobouk a Zabil jsem Einsteina, pánové. Už s jistými praktickými zkušenostmi v letech 1967–1968 absolvoval kurz filmové režie na FAMU.
Jeho samostatným režijním debutem byli roku 1972 krátkometrážní Pytagorejci, jako součást povídkového filmu Maturita za školou (1973). Z finálního sestřihu byl Svobodův příspěvek nakonec vyhozen, údajně pro přílišnou délku a nezapadající žánr. Měl být použit v navazujícím filmu Profesoři za školou, to se však nestalo, a dílo je kromě scénáře a několika fotografií považováno za ztracené. Oficiálním Svobodovým debutem se tak stala až povídka Kapsář ve filmu Motiv pro vraždu (1974, v hlavní roli Petr Čepek), svým tragickým vyzněním pro jeho tvorbu netypická, hodnocená ale kladně.
Tomáš Svoboda pak dostal svěřenu první režii celovečerního filmu, který se původně měl jmenovat Romance za milion, jako volné pokračování hudebního filmu Romance za korunu. Výroba se protahovala a Svoboda mezitím stihl natočit ještě televizní film Kufr plný nadějí (1978), podle vlastního scénáře a kvalitně obsazený. „Romance za milion“ byla uvedena až roku 1980 pod názvem Hodinářova svatební cesta korálovým mořem. Šlo opět o hvězdně obsazené dílo, tentokrát hudební komedie plná absurdních nápadů a gagů. Svobodův experimentální přístup se nesetkal s velkým pochopením u kritiky ani diváků, přesto režisér dostal možnost natočit další film v podobně ztřeštěném duchu, Blázni, vodníci a podvodníci (1980). Premiéry v roce 1981 se ale Svoboda už nedožil, protože ve věku 45 let náhle zemřel.